# Фонд Віктора Пінчука
Фонд Ві́ктора Пінчука́ — приватна благодійна організація, заснована Віктором Пінчуком у 2006 році.
Фонд призначений для модернізації України в різних напрямках. Зокрема, до проектів фонду входять такі, як боротьба зі СНІДом, стипендійна програма Завтра.UA, Київська школа економіки, центр сучасного мистецтва PinchukArtCentre, організація конференції Ялтинської європейської стратегії та інші.
Фонд Віктора Пінчука є членом Європейського Центру Фондів та Українського Форуму Грантодавців.